# Вар (мера)
Вар (др. название провар) — мера вместимости и объёма. Использовалась на украинских землях в составе Великого княжества Литовского и Речи Посполитой в XIV—XVIII вв. В письменных источниках времён Киевской Руси зафиксирована подобная мера — провар, название которой происходит от слова «варить», которое употреблялось по отношению к процессу приготовления хмельных напитков, меры вместимости хмельного и названия посуды.
Провар, а с XIV века — Вар, означала также объём соли, которую добывали из солёных озёр.